# Pericope adulterae

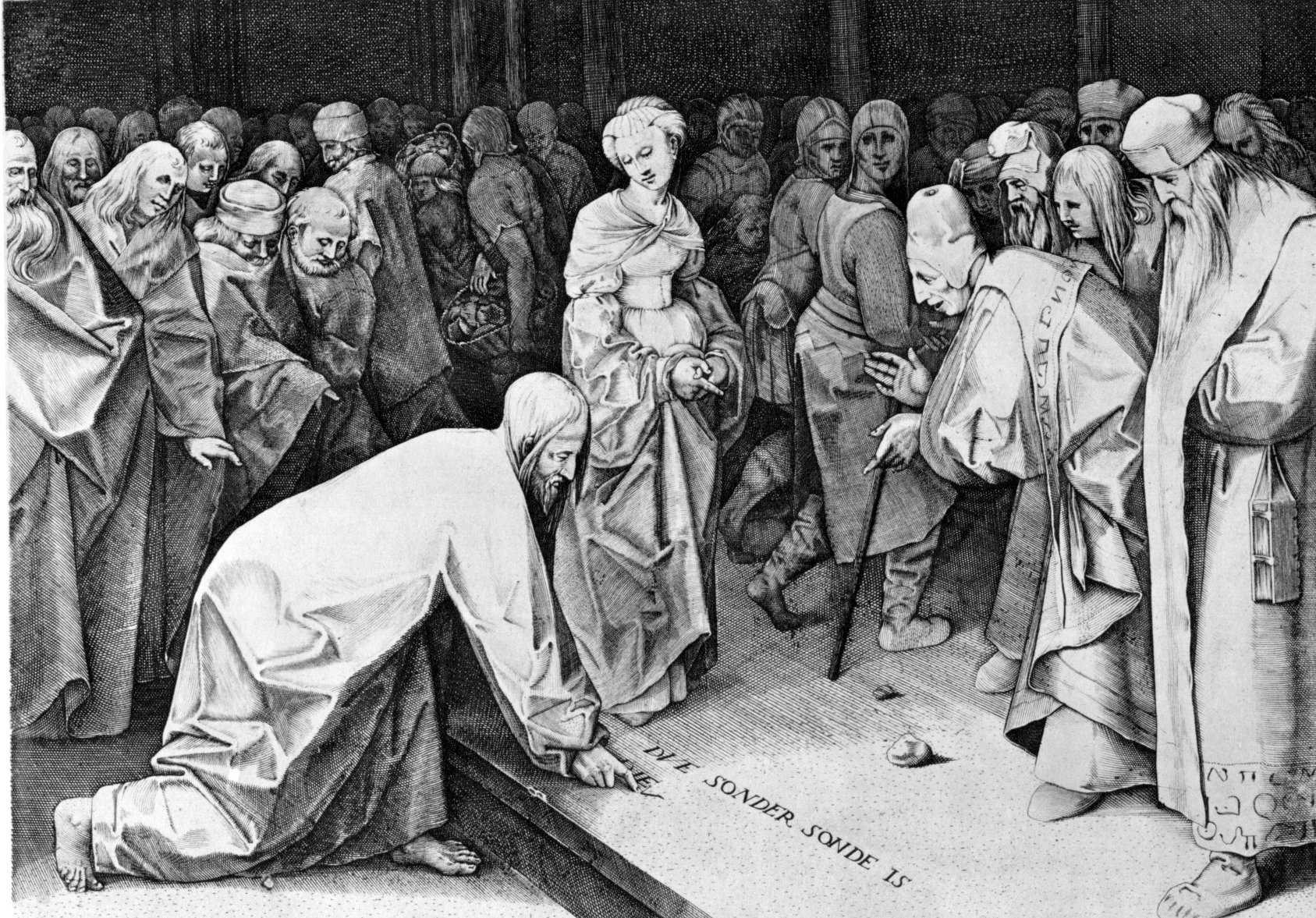
Rysunek Pietera Bruegla starszego Chrystus i cudzołożnica

Pericope adulterae (łac.), albo Pericopa de Adultera, Perykopa o kobiecie cudzołożnej – fragment Ewangelii według św. Jana (J 7,53-8,11) przedstawiający konfrontację pomiędzy Jezusem a faryzeuszami i uczonymi w Piśmie.

## Pochodzenie i autorstwo perykopy

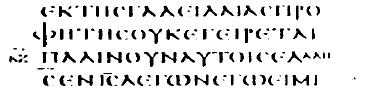
Kodeks Watykański - brak perykopy; na marginesie widoczny umlaut

Według opinii większości współczesnych biblistów fragment ten nie pochodzi od pierwotnego autora Ewangelii św. Jana i jest późniejszą wstawką. Perykopy brakuje w najstarszych rękopisach Ewangelii, w niektórych zaś rękopisach była ona wstawiana w innych miejscach.

### Świadectwo najstarszych rękopisów
Perykopy nie zawierają następujące rękopisy: Papirus Bodmer II, Papirus Bodmer XIV-XV, Kodeks Synajski, Kodeks Watykański, Kodeks Aleksandryjski, Kodeks Petropolitanus Purpureus, Kodeks Borgiański, Kodeks Waszyngtoński, Kodeks Monachijski, Kodeks Macedoński, Kodeks Sangalleński 48, Minuskuł 3, 12. Perykopa nie została uwzględniona przez Sekcje Ammoniusza, ani Kanony Euzebiusza. 

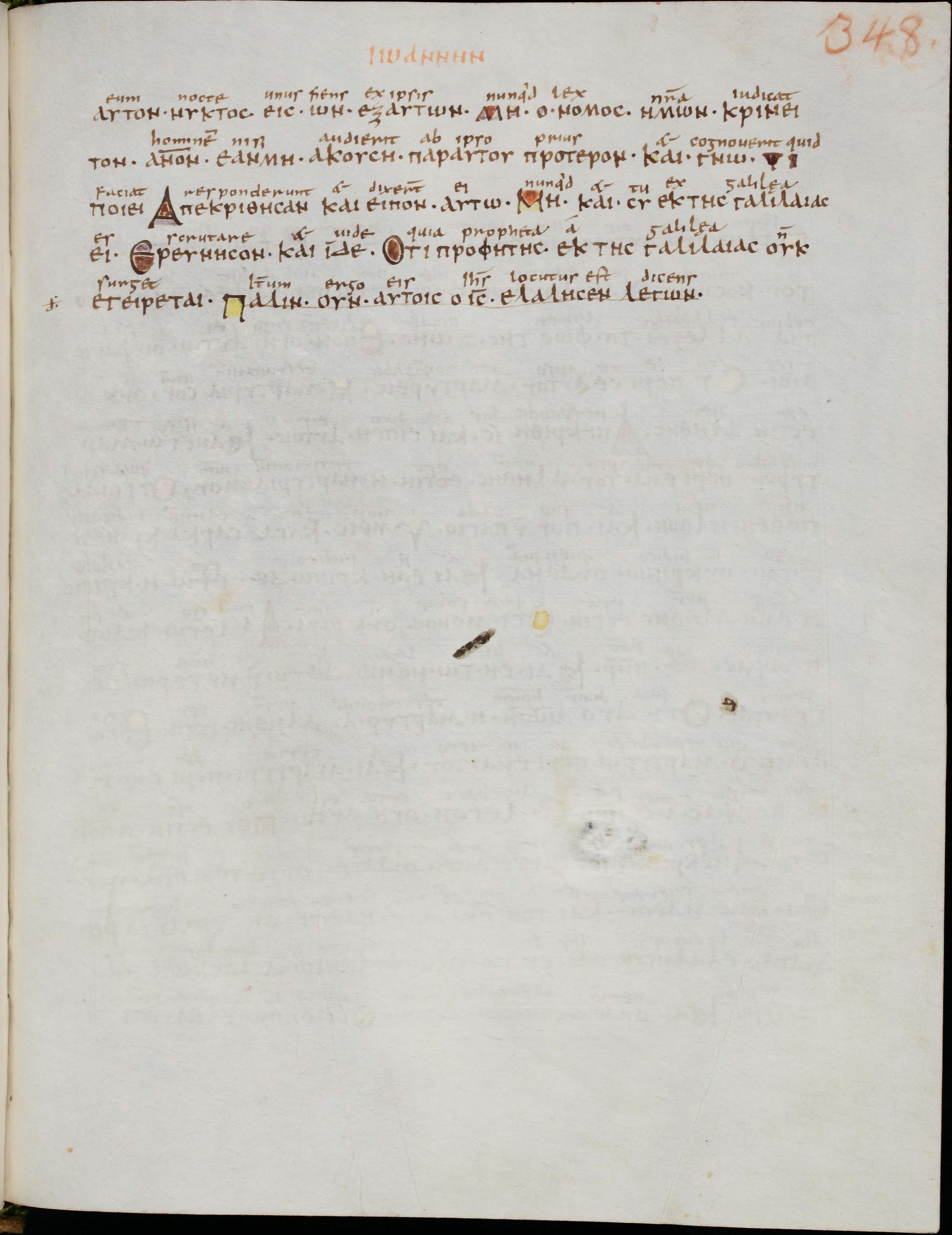
Kodeks Sangalleński 48 z pustą przestrzenią dla perykopy; po 7,53 następuje początek 8,12, który został również powtórzony na następnej stronie

W Kodeksie Watykańskim przy 7,52 znajduje się oznaczenie (przypominające umlaut) informujące, że inne rękopisy mają w tym miejscu odmienny wariant tekstowy. Również Papirus Bodmer II zaznacza, że istnieją rękopisy, które zawierają tu dodatkowy tekst. 
Najstarszym rękopisem zawierającym perykopę de adultera jest Kodeks Bezy, powstały około roku 400. Ponadto zawierają ją następujące kodeksy: Codex Seidelianus I, Codex Seidelianus II, Kodeks Cypryjski, Kodeks Kampiański, Kodeks Naniański, Kodeks Tischendorfa IV, 28, 700, 892, 1010.

### ŚwiadectwoOjców Kościoła
Tekst perykopy wędrował do różnych miejsc Nowego Testamentu, a także poza jego obręb. Rękopisy należące do grupy f1 umieszczają tekst tej perykopy po J 21,25, natomiast rękopisy należące do f13 umieszczają go raczej w Ewangelii Łukasza niż Jana. Niektóre rękopisy umieszczają ją na końcu Ewangelii Łukasza, jeden rękopis umieszcza po J 7, 38. Papiasz, biskup Hierapolis (zm. ok. 135), cytowany przez Euzebiusza, przytacza inne opowiadanie o jakiejś kobiecie, którą oskarżono przed Panem o wiele grzechów. Euzebiusz (lubił poprawiać Papiasza) komentuje: To samo opowiadanie znajduje się również w „Ewangelii według Hebrajczyków”, ja zaś uważałem za potrzebne i ten szczegół dodać do tego, co się już powiedziało (Hist. Eccl. III, 39, 17). Wygląda więc na to, że w czasach Euzebiusza perykopa ta nie znajdowała się w Ewangelii Jana, a Euzebiusz nie wie, że może ona pochodzić z Ewangelii kanonicznej. 
Sama zaś perykopa cytowana jest przez Hieronima, Ambrożego, Augustyna, Faustusa, Rufina.

### Współczesne badania
Świadectwo rękopisów zostało potwierdzone przez badania słowno-statystyczne (R. Morgenthaler, U. Becker), również styl został określony jako zupełnie nie-Janowy (K.H. Schelkle). Według Alfreda Läpple fragment powstał w środowisku judeochrześcijańskim w II wieku, zaś do kanonu włączono go na początku III wieku.
Według autorów komentarzy do Biblii Paulistów i Biblii Tysiąclecia temat i styl perykopy wskazuje na pokrewieństwa do Ewangelii według św. Łukasza. Mimo podważanego autorstwa historyczność i natchniony charakter perykopy nie budzą wątpliwości, dlatego pozostaje ona we wszystkich współczesnych przekładach i wydaniach Biblii.
Biorąc pod uwagę kryterium zgodności tekstu z kontekstem literackim, w którym występuje, najlepszą opcją pierwotnego czy też oryginalnego kontekstu jest tekst J 7–8.
Bart D. Ehrman i Daniel B. Wallace są zdania, że tekst ten nie należał do oryginalnej Ewangelii Jana.

## Treść perykopy

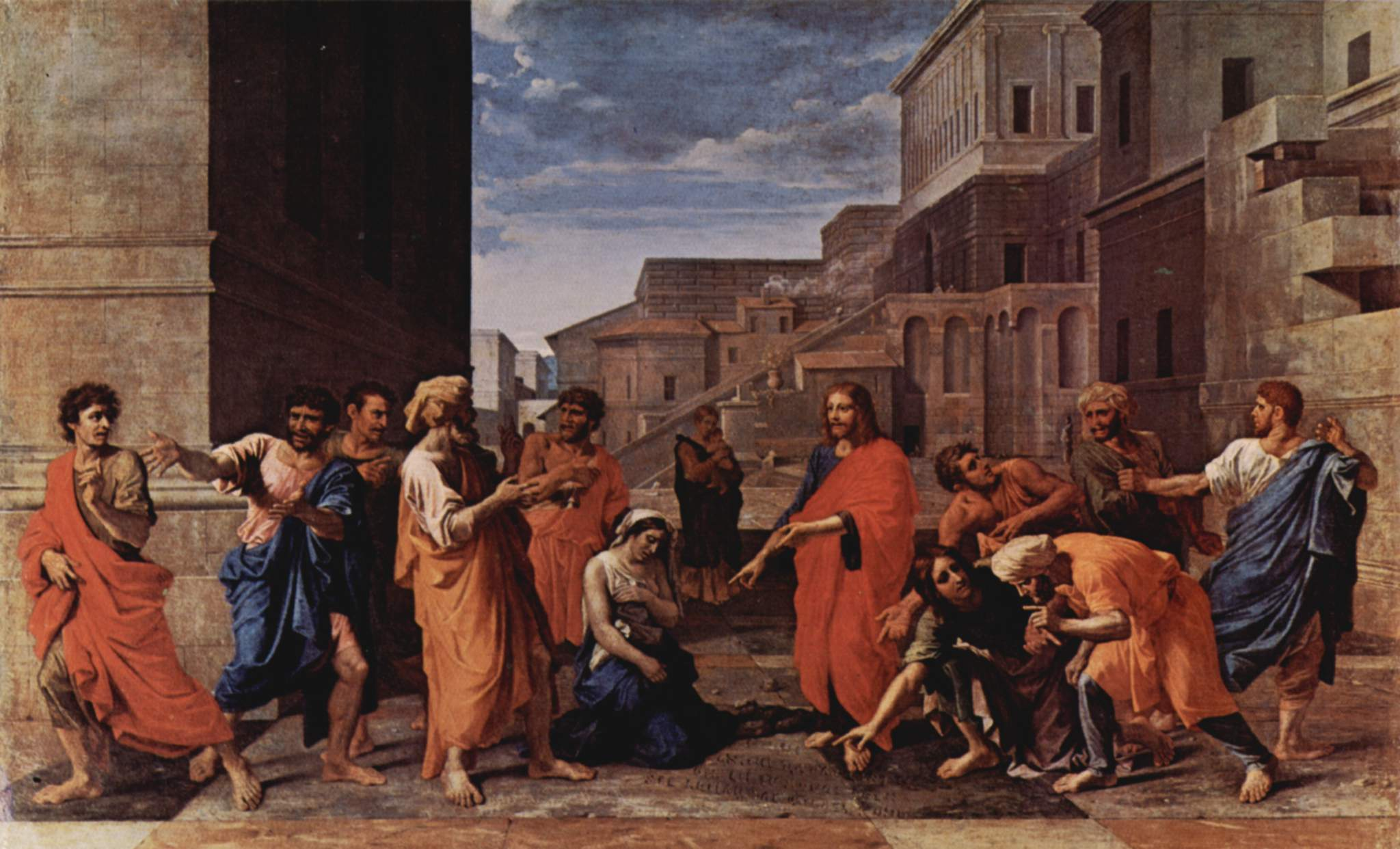
Nicolas Poussin, Chrystus i jawnogrzesznica

Do Jezusa przyprowadzono kobietę złapaną na cudzołóstwie (nie jest jasne, czy była to kobieta zamężna, czy też prostytutka) w celu zastawienia pułapki: jeśliby uznał kobietę winną (zgodnie z Prawem Mojżeszowym), sprzeciwi się prawu rzymskiemu, które zabraniało Żydom wydawania wyroków śmierci, jeśli by ją ułaskawił – sprzeciwi się prawu Mojżeszowemu. Jezus nie podjął tej dyskusji, natomiast odwołał się do możliwości, na którą wskazuje prawo mojżeszowe (Pwt 17,7) – sami świadkowie przestępstwa mogą rozpocząć egzekucję wyroku. Nikt jednak nie był w stanie wystąpić w charakterze świadka przeciw oskarżonej o cudzołóstwo kobiecie – zniknął więc przedmiot oskarżenia.
Sama czynność pisania wykonywana przez Jezusa (jedyny raz w całej literaturze biblijnej, zarówno kanonicznej jak i pozakanonicznej) oraz próby odgadnięcia treści samego napisu stały się przedmiotem licznych interpretacji od starożytnych Ojców Kościoła po współczesnych egzegetów. Wyczerpujące studium na ten temat przedstawił Ch. Keith.
Perykopa o kobiecie cudzołożnej była inspiracją dla wielu malarzy, m.in. Pietera Bruegla (Chrystus i cudzołożnica), Rembrandta (Chrystus i jawnogrzesznica), Tycjana, Cranacha starszego czy Henryka Siemiradzkiego (Chrystus i jawnogrzesznica).

## Warianty tekstowe

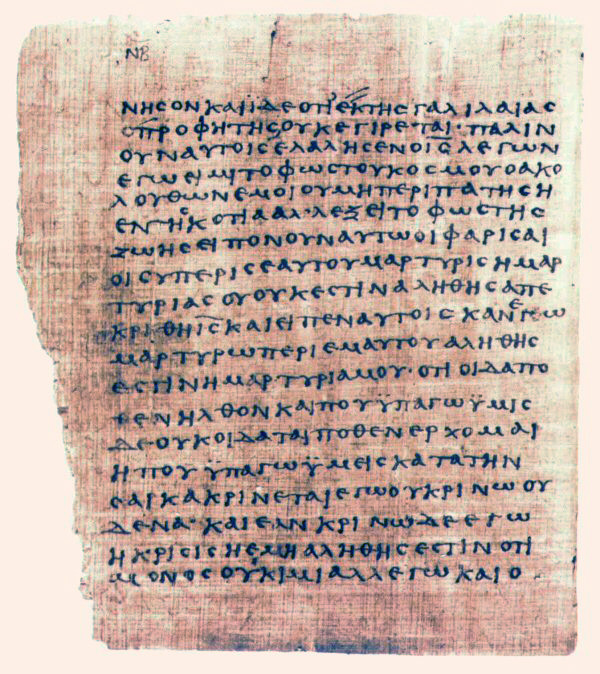
Papirus 66 z tekstem Jana 7,52-8,16 (brak perykopy)

8,3 – επι αμαρτια γυναικα ] γυναικα επι μοιχεια – D

8,4 – εκπειραζοντες αυτον οι ιερεις ινα εχωσιν κατηγοριαν αυτου – D

8,5 – λιθαζειν ] λιθοβολεισθαι – K Π

8,6 – ενος εκαστου αυτων τας αμαρτιας – 264

8,6 – μη προσποιούμενος – K

8,7 – ανακυψας ] αναβλεψας – Κ Γ ] U Λ f13 700

8,8 – κατω κυψας – f13

8,8 – ενος εκαστου αυτων τας αμαρτιας – U 700

8,9 – και υπο της συνειδησεως αλεγχομενοι εξρχοντο εις καθ' εις – K

8,9 – εως των εσχατων – U Λ f13

8,10 – και μηδενα θασαμενος πλην της γυναικος – K

8,11 – τουτο δε ειπαν πειραζοντες αυτον ινα εχωσιν κατηγοριαν κατ αυτου – M